# 25. март
25. март (25.03) је 84. дан у години по грегоријанском календару (85. у преступној години). До краја године има још 281 дана.

## Догађаји
- 1196 — Српски велики жупан Стефан Немања одрекао се престола у корист средњег сина Стефана, потоњег првовенчаног краља, док је старијем сину Вукану оставио на управу приморске области.
- 1199 — Енглески краљ Ричард I Лавље Срце је смртно рањен приликом опсаде замка Шализ у Француској.
- 1306 — Роберт Брус је постао краљ Шкотске.
- 1584 — Сер Волтер Рајли је добио патент да колонизује Вирџинију.
- 1655 — Кристијан Хајгенс је открио Титан, највећи сателит Сатурна.
- 1802 — Потписан је Амијенски мир између Француске и Уједињеног Краљевства.
- 1807 — У Уједињеном Краљевству је забрањена трговина робљем.
- 1821 — Грци на Пелопонезу почели устанак против Турака, који је после 12 година завршен признавањем независности Грчке.
- 1844 — Проглашен Српски грађански законик, који је одиграо значајну улогу у правном и друштвеном животу Србије.
- 1923 — Слетањем авиона на линији Париз-Цариград на аеродром у Панчеву Југославија постала део тада малобројне породице држава повезаних ваздушним саобраћајем.
- 1924 — У Грчкој са престола збачен краљ Ђорђе II Грчки, а Грчка је проглашена републиком.
- 1937 — Италија и Краљевина Југославија склопиле споразум о међусобној мирољубивој политици, „Ускршњи пакт“.
- 1941 — Краљевина Југославија приступила Тројном пакту Немачке, Италије и Јапана. Протокол у Бечу потписали председник Владе Драгиша Цветковић и министар иностраних послова Александар Цинцар Марковић.
- 1957 — Белгија, Западна Немачка, Италија, Луксембург, Француска и Холандија потписале Римски уговор по којем је 1. јануара 1958. основано Европско заједничко тржиште. Организација касније названа Европска економска заједница, данас Европска унија.
- 1975 — У Ријаду убијен краљ Фејсал. Убица, краљев братанац, принц Фејсал Мусаид, јавно погубљен у Ријаду у јуну, а нови краљ Саудијске Арабије постао Фејсалов брат Халид Ибн Абдул Азиз.
- 1991 — Према никад потврђеним информацијама, председници Србије и Хрватске Слободан Милошевић и Фрањо Туђман се на тајном састанку у Карађорђеву договорили о подели Босне и Херцеговине и рушењу реформске Владе Југославије, на челу с председником Антом Марковићем. Одржавање састанка и постигнут договор никада нису званично потврђени, али бројни извори касније саопштили да за то имају чврсте доказе.
- 1993 — Вишемесечни преговори о Босни и Херцеговини у Њујорку завршени неуспехом. Мировни план копредседника Међународне конференције о Југославији Сајруса Венса и лорда Дејвида Овена потписали босански Хрвати и Муслимани, а председник Републике Српске Радован Караџић то одбио, сматрајући предложене мапе неприхватљивим за Србе.
- 1994 — Неонацисти бацили бомбу на синагогу у Либеку, што се сматра првим таквим инцидентом од краја Другог светског рата у Немачкој.
- 1999 — Влада Југославије прекинула дипломатске односе са САД, Великом Британијом, Француском и Немачком због агресије НАТО на Југославију. После првих ваздушних удара на подручју Приштине и још осам градова у Србији, у центру Београда демолирани су културни центри САД, Немачке, Француске и Велике Британије.
- 2002 — У снажном земљотресу у Авганистану и северозападном Пакистану живот изгубило око 1.800 људи, преко 2.000 повређено.
- 2003 — Влада Србије одлучила да распусти Јединицу за специјалне операције, чији су припадници били и осумњичени за убиство премијера Србије Зорана Ђинђића и друга убиства.

## Рођења
- 1611 — Евлија Челебија, турски путописац. (прем. 1682)[1]
- 1867 — Артуро Тосканини, италијански диригент. (прем. 1957)[2]
- 1881 — Бела Барток, мађарски композитор и пијаниста. (прем. 1945)[3]
- 1899 — Франсоа Розе, канадски глумац. (прем. 1994)[4]
- 1907 — Спасенија Цана Бабовић, учесница Народноослободилачке борбе, друштвено-политичка радница СФРЈ и СР Србије, јунак социјалистичког рада и народни херој Југославије. (прем. 1977)[5]
- 1908 — Дејвид Лин, енглески редитељ, продуцент, сценариста и монтажер. (прем. 1991)[6]
- 1921 — Симон Сињоре, француска глумица. (прем. 1985)[7]
- 1924 — Мачико Кјо, јапанска глумица. (прем. 2019)[8]
- 1925 — Фланери О’Конор, америчка списатељица и есејисткиња. (прем. 1964)
- 1926 — Ласло Пап, мађарски боксер. (прем. 2003)[9]
- 1935 — Каменко Катић, српски новинар и ТВ водитељ. (прем. 2018)[10]
- 1939 — Милисав Милић, српски новинар. (прем. 2006)[11]
- 1942 — Арета Френклин, америчка музичарка, најпознатија као соул певачица. (прем. 2018)[12]
- 1947 — Елтон Џон, енглески музичар.[13]
- 1954 — Ненад Манојловић, српски ватерполиста и ватерполо тренер. (прем. 2014)[14]
- 1962 — Марша Крос, америчка глумица.[15]
- 1962 — Фернандо Мартин, шпански кошаркаш. (прем. 1989)[16]
- 1965 — Сара Џесика Паркер, америчка глумица, продуценткиња и модна дизајнерка.[17]
- 1971 — Шерил Свупс, америчка кошаркашица и кошаркашка тренеркиња.[18]
- 1973 — Михаела Дорфмајстер, аустријска алпска скијашица.[19]
- 1974 — Ксенија Рапопорт, руска глумица.[20]
- 1976 — Владимир Кличко, украјински боксер.[21]
- 1979 — Ли Пејс, амерички глумац.[22]
- 1983 — Жолт Дер, српски бициклиста.[23]
- 1986 — Марко Белинели, италијански кошаркаш.[24]
- 1986 — Кајл Лаури, амерички кошаркаш.[25]
- 1988 — Биг Шон, амерички хип хоп музичар.[26]
- 1988 — Рајан Луис, амерички музичар, музички продуцент, ди-џеј, видеограф, фотограф и графички дизајнер.[27]
- 1989 — Џејмс Андерсон, амерички кошаркаш.[28]
- 2000 — Марко Конатар, српски фудбалер.[29]
- 2000 — Џејдон Санчо, енглески фудбалер.[30]
- 2001 — Кристијан Белић, српски фудбалер.

## Смрти
- 1751 — Фредерик I, шведски краљ (рођ. 1676)[31]
- 1872 — Семјуел Морзе, амерички сликар и физичар, проналазач телеграфа. (рођ. 1791)[32]
- 1918 — Клод Дебиси, француски композитор (рођ. 1862)[33]
- 1924 — Милка Гргурова-Алексић, позоришна глумица. (рођ. 1840)[34]
- 1975 — Фејсал, краљ Саудијске Арабије. (рођ. 1906)[35]
- 1991 — Милутин Татић, српски позоришни, филмски и ТВ глумац.  (рођ. 1923)[36]
- 1995 — Крешимир Ћосић, хрватски кошаркаш, (рођ. 1948)
- 2005 — Драгољуб Гула Милосављевић, српски глумац, (рођ. 1923)[37]
- 2006 — Данило Лазовић, познати српски глумац, (рођ. 1951)[38]
- 2008 — Горан Миљановић, српски фудбалер, (рођ. 1956)[39]

## Празници и дани сећања
- Српска православна црква слави:
  - Преподобног Теофана Исповедника
  - Преподобног Симеона Новог Богослова
  - Светог Григорија Двојеслова - папу римског
- Грчки дан независности